# Going to California
Going to California é uma canção lançada pela banda britânica de rock Led Zeppelin no álbum Led Zeppelin IV em 1971.
"Going to California" é uma canção que também foi baseada no folk rock, desenvolvida com um violão, tocado por Jimmy Page e um bandolim, tocado por John Paul Jones além de Robert Plant no vocal. Para gravar, Jimmy usou a afinação conhecida como Open G tuning, na época inovadora e considerada dificílima de se alcançar com perfeição.

## Leitura complementar
- Lewis, Dave (2004). The Complete Guide to the Music of Led Zeppelin (em inglês). [S.l.]: Omnibus Press. 96 páginas. ISBN 0-7119-3528-9
- Welch, Chris (1998). Led Zeppelin: Dazed and Confused: The Stories Behind Every Song (em inglês). [S.l.]: Thunder's Mouth Press. 160 páginas. ISBN 1-56025-818-7